# Formule alaire
| 1 - P : Rémiges primaires 2 - CP : couverture primaire (tectrices) 3 - Al : Alula 4 - S : Rémiges secondaires | 5 - GC : Grande couverture (tectrice) 6 - MC : Couverture médiane (tectrice) 7 - PC : Petite couverture (tectrice) 8 - T : Rémige Tertiaire 9 - Plume scapulaire (tectrice) |

La formule alaire est une technique de biométrie en vue de déterminer l'espèce du spécimen étudié. Cette technique est utilisée sur les insectes et sur les oiseaux lors des séances de baguages notamment. Elle est particulièrement importante pour les espèces ne disposant pas de signes distinctifs marqués.

## Oiseau

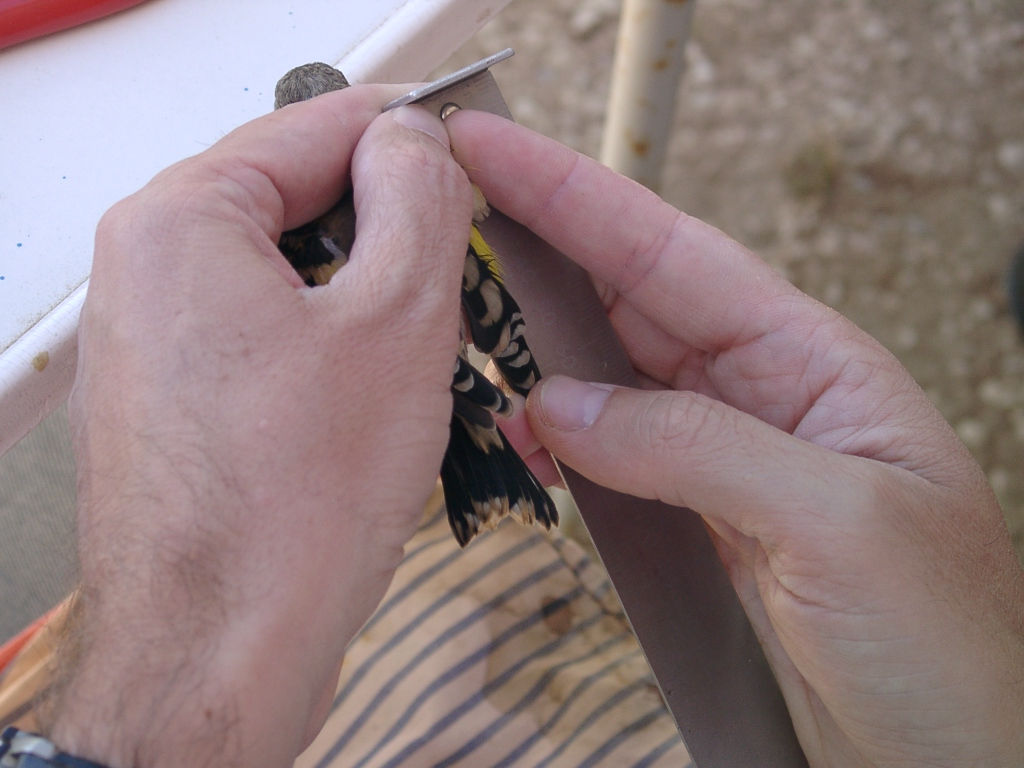
Mesure de la longueur des rémiges primaires chez un Chardonneret élégant, une des étapes de la détermination de la formule alaire.

La méthode sur les oiseaux consiste à étudier les plumes des ailes de l'oiseau. À chaque plume, la convention de numérotation permet d'associer un code alphabétique et un numéro. En principe chaque espèce présente une formule alaire spécifique et unique ; cependant, il peut y avoir des variations considérables au sein d'une espèce, la mue et la régénération de plumes peuvent considérablement modifier le résultat.
Les rémiges primaires sont notées P, les rémiges secondaires S, les tertiaires T. Les plumes sont numérotées des primaires vers les tertiaires. Les mesures se font l'aile légèrement étendue. La longueur des primaires externes est comparée à celle de la plume voisine, l'extrémité la plus éloignée de l'épaule (wing-point), la projection de P1 sur les CP, les détails d'émargination et d'échancrure des primaires externes interviennent également dans le calcul. Le résultat est une description graphique ou analytique.

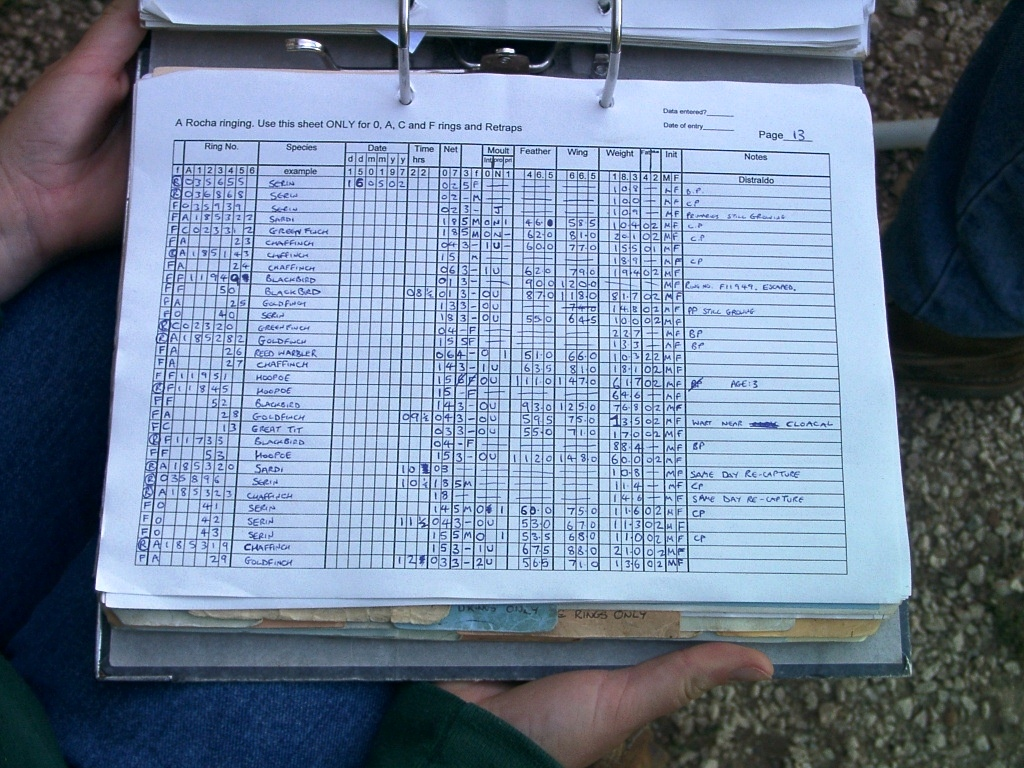
Compte-rendu d'une séance de baguage, avec les mesures biométriques